# Мартин червономорський
Мартин червономорський (Ichthyaetus leucophthalmus) — вид птахів родини мартинових (Laridae). Відносно невелика область поширення обмежена Червоним морем та Аденською затокою, де вид гніздиться на прибережних островах. Переважно осілий.

## Опис

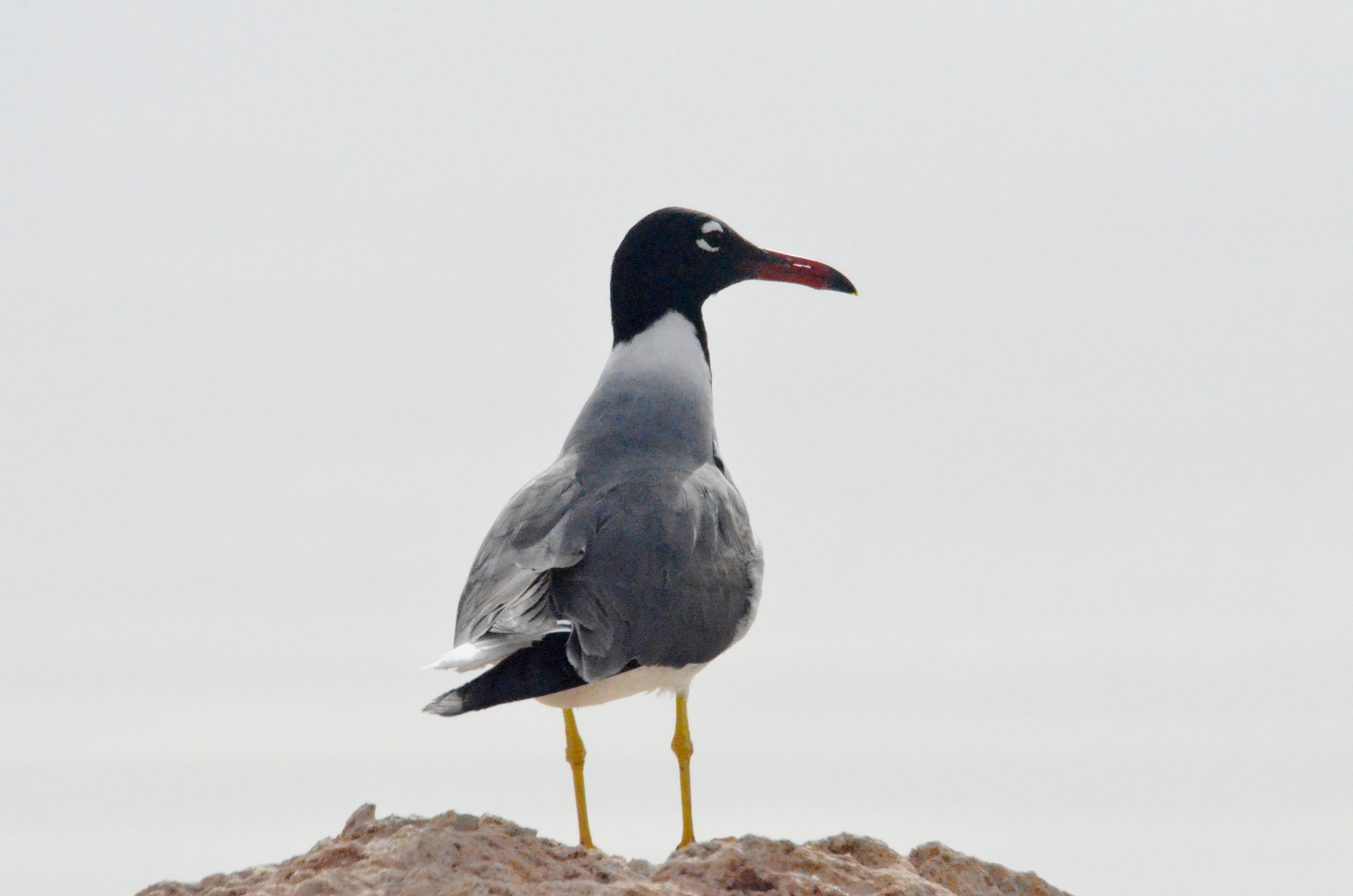
Дорослий птах

Це стрункі мартини середнього розміру. Довжина тіла 39—43 см, розмах крил 100—109 см. У шлюбному вбранні голова і шия чорні, над і під очима забарвлення білого кольору у вигляді півмісяця. Груди й плечі світло-сірі, спина і верхні криючі більш темного сірого кольору, решта тулуба і хвіст білі. Крила сірі біля основи й чорні в дистальній частині. Довгий і тонкий дзьоб двоколірний з червоною основою і чорної вершиною. Райдужка темна, ноги світлі зеленувато-жовті.

## Поширення
Гніздяться на островах вздовж узбережжя Червоного моря та Аденської затоки. У позагніздовий період цих птахів можна також зустріти в Акабській затоці та у відкритому морі. Зальоти окремих особин червономорського мартина відмічали на ізраїльському узбережжі Середземного моря, в Туреччині, в Об'єднаних Арабських Еміратах, Омані та в Ірані.

## Чисельність
Чисельність дорослих особин виду оцінюють в 35 800—37 800 особин; популяція стабільна.

## Гніздування
Гнізда будують на островах — на голих скелях, на піску або інших відкритих ділянках. Гніздові колонії зазвичай нараховують декілька десятків гнізд, хоча відомі колонії, що нараховували сотні пар. На піщаному субстраті гніздо складається з вираженого кільця з гілочок, водоростей та іншого матеріалу. На скелястих островах гніздо складається з невеликого шару рослинного матеріалу. Відкладають два-три яйця. Гніздування триває протягом червня-серпня; в Єгипті продовжується у вересні.

## Дієта
Раціон складається переважно з риби, але також включає ракоподібних, молюсків, кільчастих червів та залишки їжі людини. Споживають також деякі фрукти та іншу їжу рослинного походження, зокрема, Nitraria retusa. У північній частині свого ареалу живиться різноманітною їжею (м'ясом, рисом, хлібом, кавунами та комахою, що літають). Окремі єгипетські популяції для живлення використовують звалища твердих побутових відходів.

## Загрози та охорона
Популяція виду стабільна, тому він має статус виду з низьким ризиком. Серед загроз називають інтродукцію деяких видів ссавців на гніздові острови, що може призводити до зменшення репродуктивного успіху. Так, сліди щурів були знайдені на островах, де гніздяться ці мартини поблизу Джибуті; на деякі острови військовослужбовцями було завезено котів. Відвідування островів туристами та рибалками під час гніздування також негативно впливає на успішність гніздування.